# Readercon Small Press Award
Der Readercon Small Press Award war ein amerikanischer Literaturpreis, der von 1987 bis 1992 bei der jährlich im Umkreis von Boston, Massachusetts, stattfindenden SF-Convention Readercon von der Small Press Writers and Artists Organization für Werke aus dem Bereich der Science-Fiction verliehen wurde. Preisträger und ausgezeichnete Werke stammten vorwiegend aus dem Umfeld von Klein- und Independent-Verlagen. Die Preiskategorien wechselten von Jahr zu Jahr.

## Liste der Preisträger
1987
- Herausgeber: Peggy Nadramia für Grue
- Dale Donaldson Memorial: David B. Silva / W. Paul Ganley
- Comic: Larry Dickinson
- Sachbuchautor: Joe Lansdale
- Lyrik: D. M. Vosk
- Künstler: Allen Koszowski
- Autor: Colleen Crippe

1988
- Lyrik: Bruce Boston
- Herausgeber: Peggy Nadramia
- Autor (Sachbuch): Jeanette M. Hooper
- Künstler: Allen Koszowski
- Comic: Marge Simon
- Dale Donaldson Memorial: David B. Silva
- Autor (Belletristik): Janet Fox

1989
- Kurzgeschichte: Charles de Lint: The Drowned Man's Reef
- Roman: Matt Ruff: Fool on the Hill
- Anthologie: Night Visions 6
- Literaturkritik: John Clute: Strokes: Essays and Reviews 1966-1986
- Umschlagbild: Don Maitz für First Maitz (Ursus Imprints)
- Illustration: Michael W. Kaluta für Thea von Harbou: Metropolis (Donning Starblaze)
- Neuausgabe: Philip K. Dick: VALIS
- Magazin: David Pringle et al.: Interzone
- Zeitschrift: Mystery Scene / David G. Hartwell, Patrick Nielsen Hayden, Teresa Nielsen Hayden & Susan Palwick: The New York Review of Science Fiction
- Zeitschriftendesign: Jessie Horsting: Midnight Graffiti
- Sammlung: Robert Frazier: Co-Orbital Moons
- Buchkunst: Chris Drumm

1990
- Sammlung: Richard Matheson: Collected Stories
- Nachdruck: Tim Powers: The Anubis Gates
- Kurzgeschichte: Howard Waldrop: A Dozen Tough Jobs
- Anthologie: Jessica Amanda Salmonson (Hrsg.): What Did Miss Darlington See? : An Anthologie of Feminist Supernatural Fiction
- Sachbuch: Philip K. Dick: The Dark-Haired Girl
- Illustration: Mark Ferrari für Tom Sullivan: S. Peterson's Field Guide to Creatures of the Dreamlands  (Chaosium)
- Buchkunst: Richard Matheson: Collected Stories
- Magazin: David Pringle: Interzone
- Zeitschrift: Stephen P. Brown & Daniel J. Steffan: Science Fiction Eye
- Zeitschriftendesign: Stephen P. Brown & Daniel J. Steffan: Science Fiction Eye
- Umschlagbild: J. K. Potter für Tim Powers: The Anubis Gates (Mark V. Ziesing)

1991
- Buchkunst: Gardner Dozois: Slow Dancing Through Time
- Roman: Misha: Red Spider, White Web
- Magazin: Mark Ziesing & Andy Watson: Wired
- Zeitschrift: David G. Hartwell, Kathryn Cramer & Gordon Van Gelder: The New York Review of Science Fiction
- Zeitschriftendesign: Andy Watson: Wired
- Anthologie: Elizabeth Saunders: When the Black Lotus Blooms
- Kurzgeschichte: Dan Simmons: Entropy's Bed at Midnight
- Nachdruck: J. G. Ballard: The Atrocity Exhibition
- Sachbuch: Larry McCaffery: Across the Wounded Galaxies
- Umschlagbild: HR Giger für H. R. Giger's Biomechanics (Morpheus International)
- Illustration: HR Giger für H. R. Giger's Biomechanics (Morpheus International)
- Sammlung: Michael Blumlein: The Brains of Rats

1992
- Umschlagbild: Alicia Austin für Lewis Shiner: The Edges of Things (WSFA Press)
- Sachbuch: Jack L. Chalker & Mark Owings: The Science Fantasy Publishers: A Critical and Bibliographic History: Third Edition
- Zeitschrift: Stephen Brown: Science Fiction Eye
- Anthologie: Brian Stableford (Hrsg.): Tales of the Wandering Jew
- Sammlung: Terry Dowling: Wormwood
- Buchkunst: Ray Garton: The New Neighbor